# Jean Barnabé Robert
Jean Barnabé Robert est un homme politique français né le 10 juin 1758 à Sainte-Thorette (Cher) et mort à une date inconnue.

## Biographie
Contrôleur principal des impôts indirects à Ruffec, il est député de la Charente en 1815, pendant les Cent-Jours.